# كارلوس أربوليدا
كارلوس أربوليدا (24 يناير 1991 بغواياكيل في الإكوادور - ) هو لاعب كرة قدم إكوادوري في مركز الظهير. لعب مع ليغا دي كيتو وديبورتيفو كيفيدو.

## وصلات خارجية
- كارلوس أربوليدا على موقع قاعدة بيانات كرة القدم.إي يو (الإنجليزية)
- كارلوس أربوليدا على موقع Soccerway.com (الإنجليزية)